# 벌거숭이 (2013년 영화)
"벌거숭이"는 2013년에 개봉한 대한민국의 영화이다.

## 캐스팅
- 김민혁 : 박일래 역
- 장리우 : 한유림 역
- 전영운 : 박한조 역
- 정민준 : 박영수 역
- 정진옥 : 농장주인 역
- 박인택 : 도인 역
- 엄진열 : 사기꾼 역
- 박재영 : 한유림아버지 역
- 권순자 : 한유림어머니 역
- 김준규 : 두부장수 역
- 최재성 : 주차남 역
- 이강익 : 동네아저씨 역
- 박수빈 : 카페앞여자 역